# A Railway Tragedy
A Railway Tragedy er en britisk stumfilm fra 1904.